# طريق الإمام سعود بن عبد العزيز بن محمد
طريق الإمام سعود بن عبد العزيز بن محمد (مخرج 9)، أحد الشوارع المهمة في مدينة الرياض. ويسير في اتجاهي الشرق والغرب.

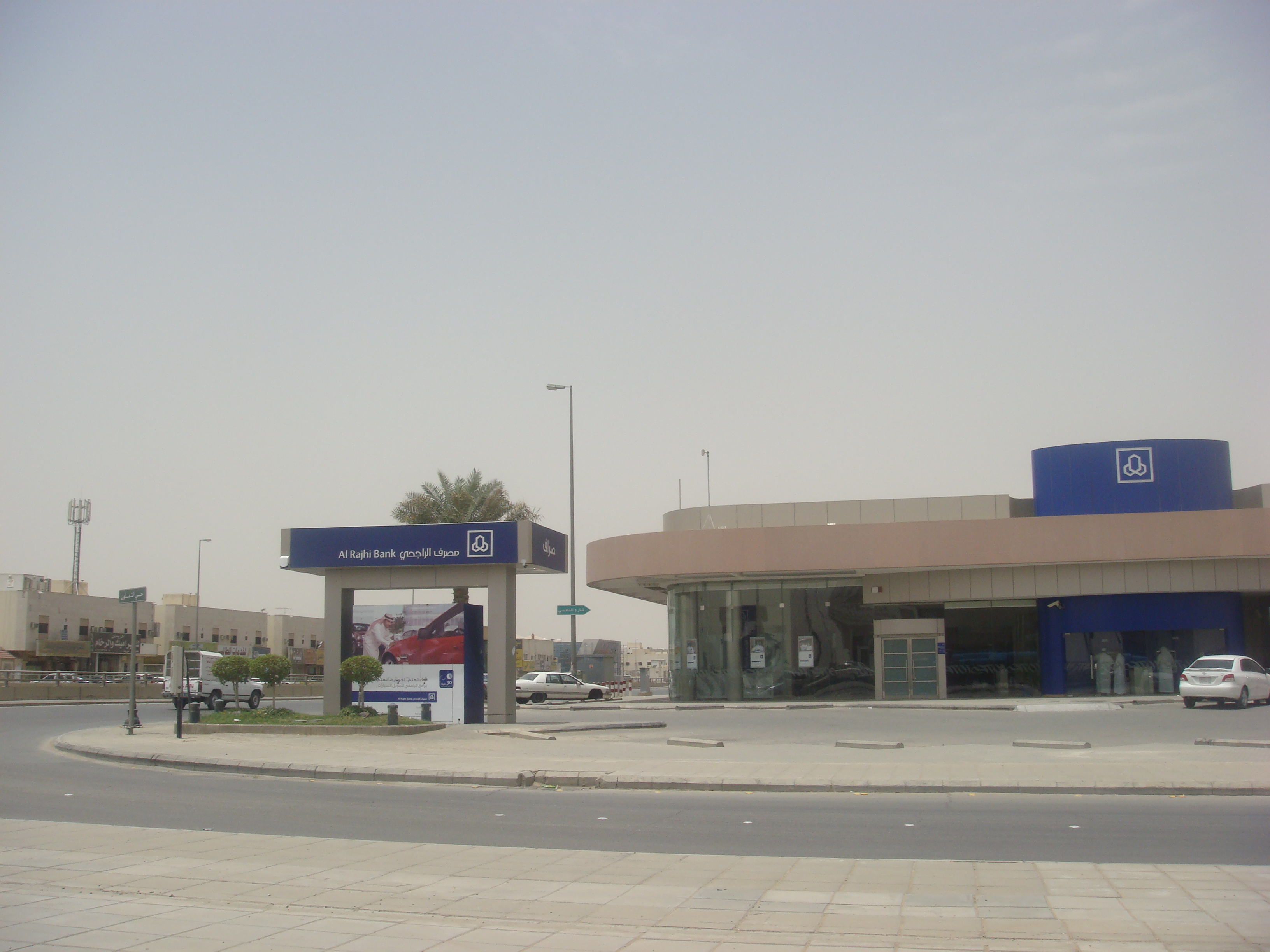
بنك الراجحي فرع طريق الإمام سعود بن عبد العزيز بن محمد, الرياض

ويبدأ الطريق من مدخل جامعة الملك سعود غربا وينتهي حاليا بتقاطعه مع طريق الجنادرية شرقا، وهو ويتقاطع مع الطرق التالية: